# Lorrha
Lorrha (de l'irlandais Lothra
) est un petit village localisé à l'extrémité nord du Comté de Tipperary, en Irlande. C'est un townland et une paroisse civile qui se situe dans baronnie historique de l'Ormond Inférieur. La paroisse civile borde Portumna dans le Comté de Galway et Birr dans le Comté d'Offaly. Lorrha est aussi une paroisse ecclésiastique du diocèse catholique de Killaloe.

## Histoire
En 843, une expédition de Vikings dirigée par Turgesius pille Lorrha et le village voisin de Terryglass.

### Ruines ecclésiastique
Lorrha a une riche histoire ecclésiastique : en témoignent les ruines dans le village. À côté de la l'église catholique construite vers 1912 au sud du village se trouvent les vestiges d'un couvent dominicain fondé au XIIIe siècle par Gautier de Bourg, comte d'Ulster.
À l'est du village se dresse l'Église d'Irlande sur le site de l'église de Saint-Ruadhan, qui a été construite vers l'an 1000 après J.-C. ; cette église a elle-même été construite sur le site de l'Abbaye de Saint-Ruadhan, fondée au VIe siècle. Dans le cimetière, on trouve les vestiges de deux hautes croix du VIIIe siècle. Le couvent des Augustins de l'Abbaye fondée au XIIe siècle par l'Ordre des Chanoines Réguliers se dresse à proximité. La tête sculptée sur la porte est considérée comme représentant la femme du comte Gautier de Bourg.

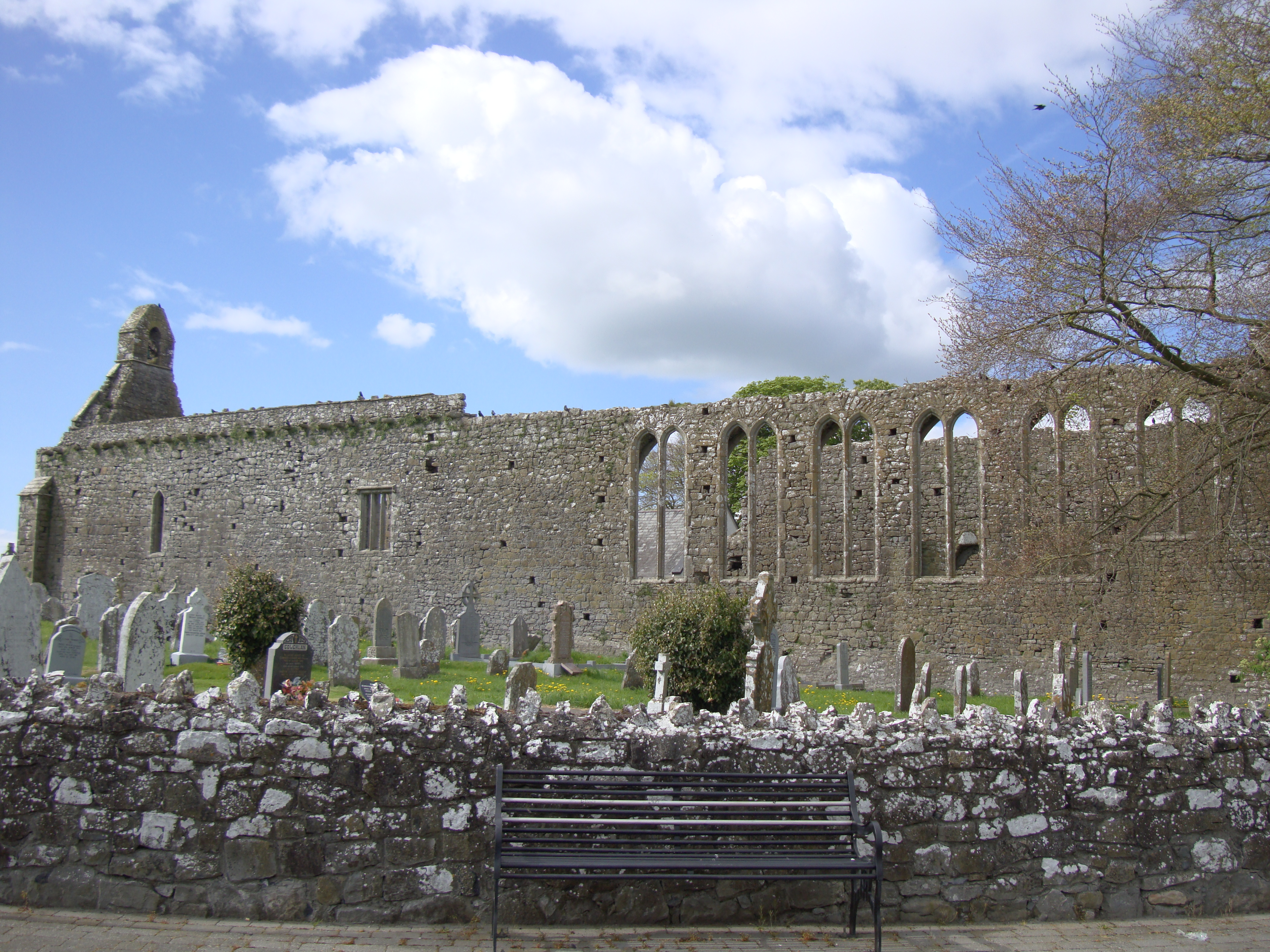
Couvent de Lorrha

Le Missel de Lorrha a été transcrit à Lorrha au cours du IXe siècle. Il est maintenant communément connu sous le nom de Missel de Stowe.

## Bâtiments notables
- Château de Lackeen. un fief des Kennedy, construit au XIIe siècle et reconstruit au XVIe siècle). C'est là que le Missel de Lorrha a été découvert, à l'intérieur d'un mur en pierre du XVIIIe siècle[9]. Le château de temps à autre ouvert au public.
- Château de Redwood. Château normand, construit vers 1200[10].
- Abbeville. Petite maison de campagne (construite vers 1840, attenante à une ancienne structure[11].

## Sports et loisirs
Lorrha Dorrha est l'Association Athlétique Gaélique locale.